# Turn-Weltmeisterschaften 1934
Die zehnten Turn-Weltmeisterschaften fanden vom 31. Mai bis 3. Juni 1934 in Budapest statt. Erstmals nahmen 1934 auch Frauen an den Wettbewerben teil.

## Ergebnisse

### Männer

#### Mehrkampf
| Rang | Athlet          | Punkte  |
| ---- | --------------- | ------- |
| 1.   | Eugen Mack      | 138.950 |
| 2.   | Romeo Neri      | 137.750 |
| 3.   | Emanuel Löffler | 136.150 |

#### Mannschaft
| Rang | Team | Punkte  |
| ---- | --- | ------- |
| 1.   | Schweiz (Walter Bach, Hans Grieder, Hermann Hänggi, Eugen Mack, Georges Miez, Eduard Steinemann, Josef Walter, Melchior Wezel)                 | 788.200 |
| 2.   | Tschechoslowakei (Jaroslav Baroch, Jan Gajdos, Alois Hudec, Jaroslav Kollinger, Emanuel Löffler, Jan Sládek, Ladislav Tikal, Jindrich Tintera) | 772.900 |
| 3.   | Deutsches Reich (Franz Beckert, Konrad Frey, Kurt Krötzsch, Fritz Limburg, Herbert Lorenz, Heinz Sandrock, Walter Steffens, Ernst Winter)      | 769.500 |

#### Boden
| Rang | Athlet        | Punkte |
| ---- | ------------- | ------ |
| 1.   | Georges Miez  | 18.950 |
| 2.   | Eugen Mack    | 18.350 |
| 3.   | Kurt Krötzsch | 18.250 |

#### Reck
| Rang | Athlet         | Punkte |
| ---- | -------------- | ------ |
| 1.   | Ernst Winter   | 19.650 |
| 2.   | Heinz Sandrock | 19.450 |
| 2.   | Georges Miez   | 19.450 |

#### Barren
| Rang | Athlet       | Punkte |
| ---- | ------------ | ------ |
| 1.   | Eugen Mack   | 19.750 |
| 2.   | Josef Walter | 19.250 |
| 3.   | Walter Bach  | 19.200 |

#### Pauschenpferd
| Rang | Athlet            | Punkte |
| ---- | ----------------- | ------ |
| 1.   | Eugen Mack        | 19.150 |
| 2.   | Eduard Steinemann | 18.900 |
| 3.   | Jan Sládek        | 18.750 |

#### Ringe
| Rang | Athlet             | Punkte |
| ---- | ------------------ | ------ |
| 1.   | Alois Hudec        | 19.450 |
| 2.   | Eugen Mack         | 19.000 |
| 3.   | Jaroslav Kollinger | 18.900 |
| 3.   | Mathias Logelin    | 18.900 |

#### Sprung
| Rang | Athlet            | Punkte |
| ---- | ----------------- | ------ |
| 1.   | Eugen Mack        | 20.000 |
| 2.   | Eduard Steinemann | 19.400 |
| 3.   | Romeo Neri        | 19.200 |

### Frauen

#### Mehrkampf
| Rang | Athletin          | Punkte |
| ---- | ----------------- | ------ |
| 1.   | Vlasta Děkanová   | 60.280 |
| 2.   | Margit Kalocsai   | 59.580 |
| 3.   | Janina Skyrlinska | 58.650 |

#### Mannschaft
| Rang | Athletin         | Punkte  |
| ---- | ---------------- | ------- |
| 1.   | Tschechoslowakei | 590.560 |
| 2.   | Ungarn           | 584.400 |
| 3.   | Polen            | 479.480 |

## Medaillenspiegel
| Rang | Land               |   |   |   | total |
| ---- | ------------------ | - | - | - | ----- |
| 1    | Schweiz            | 6 | 6 | 1 | 13    |
| 2    | Tschechoslowakei   | 3 | 1 | 3 | 7     |
| 3    | Deutsches Reich    | 1 | 1 | 2 | 4     |
| 4    | Ungarn             | - | 2 | - | 2     |
| 5    | Königreich Italien | - | 1 | 1 | 2     |
| 6    | Polen              | - | - | 2 | 2     |
| 7    | Luxemburg          | - | - | 1 | 1     |